# Lymantria iris
Lymantria iris is een vlinder uit de familie van de spinneruilen (Erebidae), onderfamilie donsvlinders (Lymantriinae). De wetenschappelijke naam van de soort is voor het eerst geldig gepubliceerd in 1911 door Strand.
Het mannetje heeft een voorvleugellengte van 20 millimeter, het vrouwtje van 32 tot 33 millimeter. Als waardplanten worden soorten Ficus gebruikt.
De soort komt voor in China, het noordoosten van India en Taiwan.